# 格林縣 (威斯康辛州)
格林縣（英語：Green County）是美國威斯康辛州南部的一個縣，南鄰伊利諾伊州。面積1,514平方公里。根據美國2000年人口普查，共有人口33,647。縣治門羅市。
成立於1836年（當時仍未建州）。縣名紀念美國獨立戰爭將領納薩尼爾·葛林 (Nathanael Greene)。